# Timorratte
Die Timorratte oder Timor-Waldratte (Rattus timorensis) ist eine Säugetierart aus der Gattung der Ratten innerhalb der Nagetiere (Rodentia). Sie lebt ausschließlich auf der Insel Timor und ist von dort bislang auch nur durch ein Individuum wissenschaftlich dokumentiert.

## Merkmale
Rattus timorensis ist eine kleine Ratte. Der Holotyp hatte eine Kopf-Rumpf-Länge von 15,7 Zentimeter und einer Schwanzlänge von 7,7 Zentimeter, allerdings fehlte bei diesem Exemplar das Ende. Das Fell ist olivbraun, wobei die einzelnen Haare dunkelbraun bis sandfarben olivbraun sind.

## Verbreitung
Rattus timorensis ist bisher nur in einem Exemplar bekannt, das 1990 nahe dem Gunung Mutis im indonesischen Westen der Insel Timor, in einer Höhe von 1900 m gefangen wurde. Aufgrund fossiler Funde geht man davon aus, dass die Art ursprünglich weiter verbreitet war und bis hinunter in Höhenlagen um 500 m vorkam.

## Lebensweise
Über die Lebensweise von Rattus timorensis liegen keine Angaben vor. Das Gebiet, in dem der Typus gefunden wurde, liegt im Bergland im Regenwald und zeichnet sich weniger durch die für die Insel typischen Eucalyptus-Mischwälder aus. Das Gebiet gilt als intakt und war noch nicht durch Brandrodung zerstört.

## Systematik
Rattus timorensis wurde 1991 von D.J. Kitchener, Aplin & Boeadi wissenschaftlich beschrieben und wird aufgrund spezifischer Merkmale des Typus als eigenständige Art innerhalb der Ratten (Gattung Rattus) eingeordnet. Es wird angenommen, dass auch Teil der 1986 von Glover in Osttimor gesammelten Fossilien dieser Art zugeordnet werden können.
Die konkrete Zuordnung innerhalb der Ratten ist bislang noch ungeklärt, wobei auch die Zugehörigkeit zu der Gattung Rattus nicht gänzlich geklärt ist. Aufgrund von immunologischen Untersuchungen des Albumin wird eine nahe Verwandtschaft mit den Sulawesi-Bergratten (Bunomys), speziell Bunomys chrysocomus, sowie zur Komodo-Ratte (Komodomys rintjanus) angenommen.

## Gefährdung und Schutz
Die Art wird von der International Union for Conservation of Nature and Natural Resources (IUCN) aufgrund der unzureichenden Daten zur Verbreitung und zum Bestand nicht in einer Gefährdungskategorie, sondern als „data deficient“ eingeordnet. Angaben über die Bestandsgröße liegen nicht vor, neben dem Typusexemplar wurden trotz intensiver Suche keine weiteren Individuen gefunden, wodurch man annimmt, dass die Art sehr selten ist.
Als Hauptbedrohung wird der rapide Lebensraumverlust in ursprünglichen Regenwäldern der Insel durch Brandrodungen und Umwandlung in landwirtschaftlich genutzte Weideflächen vor allem für die Pferdezucht angesehen. Die Feuer breiten sich häufig unkontrolliert vor allem in den trockenen Eucalyptus-Wäldern bis in die Höhenlagen aus.

## Belege
1. ↑  D. J. Kitchener, K. P. Aplin, Boeadi: A new species of Rattus from Gunung Mutis, South West Timor Island, Indonesia. In: Records of the Western Australian Museum. Bd. 15, Nr. 2, 1992, ISSN 0312-3162, S. 445–461, Volltext (PDF; 4,0 MB).
2. 1 2 3 4 5  Rattus timorensis in der Roten Liste gefährdeter Arten der IUCN 2012.2. Eingestellt von: K. Aplin, K. Helgen, 2008. Abgerufen am 31. Mai 2013.
3. 1 2 3  Rattus timorensis. In: Don E. Wilson, DeeAnn M. Reeder (Hrsg.): Mammal Species of the World. A taxonomic and geographic Reference. 2 Bände. 3. Auflage. Johns Hopkins University Press, Baltimore MD 2005, ISBN 0-8018-8221-4.